# Erledigt in Paris und London
Erledigt in Paris und London (im engl. Original Down and Out in Paris and London) ist ein literarisch gestalteter Erlebnisbericht von Eric Blair, der im Januar 1933 als Buch erschien. Für diese – seine erste – Buchveröffentlichung wählte er das Pseudonym George Orwell. Er schildert darin Ereignisse, die er 1929 in Paris und in der darauffolgenden Zeit in London erlebte, und erklärt dazu: „Ich fühlte mich nicht verpflichtet, die Ereignisse genau in der Reihenfolge zu beschreiben, in der sie geschahen, aber alles, was ich beschrieb, hat zu dem einen oder anderen Zeitpunkt tatsächlich stattgefunden.“

## Inhalt
Nachdem Blair als Polizeioffizier aus Burma zurückkehrt, bleibt er für einige Zeit als Englischlehrer in Paris hängen. Als er dort seinen Job verliert, begibt er sich freiwillig in Armut und lernt zuerst die Slums, dann den Hunger kennen. Zusammen mit einem russischen Freund arbeitet er als Tellerwäscher. Als ihm dies zu viel wird, lässt er sich von einem Freund in London eine Arbeit organisieren, die er aber – nachdem er in London angekommen ist – erst zwei Monate später antreten kann. Dadurch landet er abermals auf der Straße und lebt – von Arbeitslosenasyl zu Arbeitslosenasyl ziehend – als Landstreicher in England.
Die Erzählungen versuchen das Leben der Menschen in Armut nicht zu werten, sondern vielmehr neutral darzustellen. Neben den vielen verschiedenen Einzelschicksalen von der Unterschicht angehörenden Personen vermittelt Erledigt in Paris und London zusätzlich einen Einblick in die hygienischen Verhältnisse in der damaligen Gastronomie. Von diesen Erlebnisschilderungen getrennt stellt Orwell eine soziale Analyse der Armut an.

## Zitate
| Down and Out in Paris and London (1933) | Erledigt in Paris und London (Diogenes 1978) | Erledigt in Paris und London (Comino 2021) |
| --- | --- | --- |
| „I shall never again think that all tramps are drunken scoundrels, nor expect a beggar to be grateful when I give him a penny, nor be surprised if men out of work lack energy, nor subscribe to the Salvation Army, nor pawn my clothes, nor refuse a handbill, nor enjoy a meal at a smart restaurant. That is a beginning.“ – S. 189 | „Ich werde niemals wieder denken, alle Tramps wären betrunkene Schurken, noch werde ich glauben, daß ein Bettler dankbar ist, wenn man ihm einen Penny gibt, noch überrascht sein, wenn Arbeitslosen Energie fehlt, noch die Heilsarmee mit Beiträgen unterstützen, noch meine Kleidung verpfänden, noch Flugblätter verweigern, noch Vergnügen haben an einem Essen in einem piekfeinen Restaurant. Das ist ein Anfang.“ – S. 286 | „Ich werde nie wieder denken, alle Landstreicher seien betrunkene Schurken, noch werde ich von einem Bettler erwarten, dankbar zu sein, wenn ich ihm einen Penny gebe, noch überrascht sein, wenn es Menschen ohne Arbeit an Energie fehlt, noch der Heilsarmee Geld spenden, noch meine Kleidung verpfänden, noch einen Werbezettel ablehnen, noch Gefallen finden an einem Essen in einem eleganten Restaurant. Das ist ein Anfang.“ – S. 274 |
| „The other great evil of a tramp’s life is enforced idleness.“ – S. 181 | „Das andere große Übel im Leben des Landstreichers ist die erzwungene, aufgezwungene Tatenlosigkeit.“ – S. 274 | „Das andere große Übel im Leben eines Tramps ist die erzwungene Untätigkeit.“ – S. 264 |
| „You discover that a man who has gone even a week on bread and margarine is not a man any longer, only a belly with a few accessory organs.“ – S. 17 | „Man entdeckt, daß ein Mensch, der eine ganze Woche hintereinanderweg immerhin von Brot und Margarine gelebt hat, kein Mensch mehr ist, sondern nur noch ein Bauch mit einigen organischen Accessoires drumherum.“ – S. 26 | „Man entdeckt, dass ein Mann, wenn er sich auch nur eine Woche lang ausschließlich mit Brot und Margarine ernährt hat, kein Mann mehr ist, sondern nur noch ein Bauch mit ein paar Verdauungsorganen.“ – S. 40 |
| „… we have made a sort of fetish of manual work. We see a man cutting down a tree, and we make sure that he is filling a social need, just because he uses his muscles; it does not occur to us that he may only be cutting down a beautiful tree to make room for a hideous statue.“ – S. 105                                          | „… wir haben eine Art Fetisch aus der manuellen Arbeit gemacht. Wir sehen einen Mann, wie er einen Baum fällt, und wir wollen sicher sein, daß er einem sozialen Bedürfnis entspricht, weil er nun mal seine Muskeln dazu braucht; uns kommt erst gar nicht die Idee, daß er einen schönen Baum einzig nur deshalb fällen könnte, weil er so den Blick auf eine verborgene Statue freimachen möchte.“ – S. 158                     | „… wir haben aus der Arbeit mit den Händen eine Art Fetisch gemacht. Wir sehen einen Mann, der einen Baum fällt, und nur weil er seine Muskeln einsetzt, gehen wir davon aus, dass er eine soziale Aufgabe erfüllt. Es kommt uns nicht in den Sinn, dass er vielleicht nur einen schönen Baum fällt, um Platz für eine scheußliche Statue zu schaffen.“ – S. 155 f.                                                                             |

## Ausgaben
Das Buch erschien 1933 bei Victor Gollancz und 1935 in einer französischen Übersetzung mit einem Vorwort von Panait Istrati und einer Einführung Orwells bei Gallimard unter dem Titel La Vache Enragée.
- Down and Out in Paris and London. Victor Gollancz, London 1933.
  - Erledigt in Paris und London. Aus d. Engl. von Helga u. Alexander Schmitz. Diogenes, Zürich 1978, ISBN 3-257-20533-3.
  - Erledigt in Paris und London. Mit dem Vorwort von Panait Istrati und der Einführung von George Orwell für die französische Ausgabe von 1935. Neu übersetzt von Peter Hillebrand. Comino, Berlin 2022, ISBN 978-3-945831-33-5.

## Rezensionen
„... eine Sozialreportage aus dem Tagelöhner- und Hungermilieu der Moderne (dank Peter Hillebrand liegt sie jetzt erstmals überhaupt in einer zuverlässigen Übersetzung vor).“ Tobias Döring in der Frankfurter Allgemeinen Zeitung
„Der Comino-Verlag hat die Gunst der Stunde sinnvoll genutzt, um diesen Erstling Orwells in einer guten Version samt den wichtigen Vorworten der französischen Ausgabe von 1935 (und etwas schulmeisterlich geratenen Fussnoten) in Umlauf zu bringen.“ Werner von Koppenfels in der Neuen Zürcher Zeitung
„... die immer noch scharfsichtigen  Sozialreportagen 'Ganz unten in Paris und London' (...) liegen neu vor.“ Stuttgarter Zeitung